# Телецькі
Телецькі (пол. Teleccy, Telecki, біл. Цялецкія, також писались як Розволич Телецькі) — зем'янський та шляхетський рід Великого князівства Литовського з волинського Полісся відомий з XVI сторіччя.
Прізвище взяли від села Тельчі. З роду походить кілька католицьких священників, що служили на теренах Червоної Русі та Підляшшя, зокрема у Тикоцині, Білостоці, Красноставі, Парчеві, Тичині. Займали невисокі посади в урядах: войський дерптський, підстолій пінський, бурґрабій кременецький, бурґрабій кричевський. 

Не варто плутати з галицькими шляхтичами Терлецькими з Терла, моравською шляхтою, які носили прізвище Telecký z Adlersberka, польським родом Zaremba Cielecki z Cielczy та мадярськими родами Telegdi та Teleszky, яких іноді записують як Telecki.

## Етимологія прізвища та історичний контекст
Розволич — патронім прізвиськового типу (пор. прізвисько галицького боярина XIV—XV ст.: Преслужич-Рогатинський).
Простий патронімічний суфікс -ич творить патроніми переважно від апелятивних назв на -а. Відповідно прізвище Розволич було утворене від прізвиська Розвола. Рідко творяться патроніми на -ич від християнських імен.
Прізвисько Розвола могло бути утворене на Волині в середині XVI ст. від вживаного в тогочасній польщизні слова Rozwołać (розволати), що значило «розголосити певну інформацію, урядову постанову». Такий обов'язок мали шляхтичі, що заступали на уряд возного. Саме возний «волав» звинувачуваних до суду, тобто на прохання суду сповіщав людей про судовий позов і був зв'язковою ланкою між судовою установою та простими людьми. Уряд возного був запроваджений у Великому Князівстві Литовському внаслідок адміністративно-судової реформи 1564—1566 рр. Коло вознівських обов'язків було визначене ІІ Литовським Статутом. Що означає, що Телецькі могли отримати таке прізвисько не раніше вищезгаданого часу, за умови, що воно означає «возний». Возними могли ставати лише шляхтичі, додатковою і обов'язковою умовою була також їхня осілість у тому повіті, де вони виконували свої обов'язки возного. Варто зазначити, що Чорторийська волость і село Тельчі відносились до Луцького повіту з повітовим судом у Луцьку. В іноземних середньовічних суспільствах таку функцію виконував герольд.
В такому разі прізвисько Розвола можна тлумачити як вісник; герольд; возний; той, хто розголошує народу послання правителя.
Телецькі успадковували прізвище Розволич як придомок щонайменше протягом трьох поколінь (від 1589 до 1695), при цьому спорадично записувались просто Телецькими. Після 1695 року прізвище Розволич як придомок Телецьких не фіксується.
В інакшому разі, прізвисько Розвола є значно давнішим і походить від російського діалектного Розволять — дозволяти (пор. українське і польське діалектне зволити, zwolić — дозволити). Могло бути утворене в XV ст. в Трубчевському князівстві (терени побутування російських діалектів), яке з 1452 року належало Івану Васильовичу князю чорторийському, правнуку Коріата Гедиміновича, (з 1499 князівство перейшло від Чорторийських до Трубецьких), де в передмісті центру князівства, Трубецька, лежало село Телець, подібно як під Чорторийськом на Волині лежали село Тельчі та неіснуюче нині село Воля Телецька. Це також може бути однією з версій походження назви цих сіл, проте важко встановити, котре від котрого походить, а також може вказувати на те, що Телецькі належали до числа найближчої військової дружини Гедиміновичів.
Востаннє Телецькі фіксуються як слуги Чарторийських у 1810 році в маєтку Юзефа Клеменса Чарторийського Городниці. Юзеф Клеменс був останнім чоловічим представником корецької гілки Чарторийських. Ця гілка Чарторийських походить від Миколая-Юрія Чарторийського князя на Клевані, з яким пов'язане започаткування олицької гілки Телецьких, що пізніше перейшли на службу до князів Любомирських.
В такому випадку прізвисько Розвола і патронім Розволич можуть бути буквально потлумачені як Дозволич; той, хто дозволяє.
Прізвище Телецький вочевидь походить або від назви села Тельчі коло Чорторийська або від назви села Телець коло Трубецька і є класичним середньовічним відтопонімічним прізвищем. Доволі пізня перша згадка про Тельчі на Волині, що датована 1577 роком, а про Телець в Трубчевському князівстві 1634 роком, не дозволяють встановити безпосереднього зв'язку з родом, котрий найпевніше був власником щонайменше волинського або й обох цих маєтків.

## Історія
Перші письмові згадки про рід Телецьких датуються XVI сторіччя. У другій половині XVI ст. в накопиченні маєтків діяли спільно з Горайнами. Перші представники роду були пов'язані з чотирма дітьми двох синів князя Федора Чарторийського (пом. 1542 р.). Саме з цього кореня пов'язаного із князем Федором розпочинаються всі відомі на сьогодні гілки Телецьких. Стрий князя Федора князь Іоанн Чарторийський близько 1452 року отримав від князя Свидригайла Ольгердовича половину Трубчевського князівства, в передмістях столиці якого лежить сьогодні село Телець. Перша згадка про Телець доволі пізня, датується 1634 роком. Чарторийські втрачають Трубчевськ в результаті литовсько-московської війни 1500-1503 рр. Батько ж Федора князь Михайло Чарторийський отримує від кн. Свидригайла Клевань, в околицях якої виринають перші згадки про Телецьких.
Село Тєльче (нині Тельчі) під Чорторийськом вперше згадується 1577 року і належить тоді онукові князя Федора кн. Михайлові Чарторийському. Від слуг двоюрідного брата Михайла князя Юрія Чарторийського та його сестер походять головні гілки Телецьких: клевансько-корецька (власне чорторийська), олицько-полонська (радзивілівсько-любомирська) та кременецька. Пізніше в XVII ст. біля Тельчів виник присілок Воля Телецька, назва якого підтверджує здатність творення таких форм як Телецький від назви села Тельчі.

## Імена
XVI ст. Іван, Януш, Софія, Барбара, Ярош, Павло, Далмація.
XVII ст. Лукаш, Ян, Александер, Казимир, Полонія, Акилина, Стефан, Гелена, Самуель, Андрій, Костянтин, Устимія, Олімпія, Яків, Парфен, Миколай, Марія, Григорій, Василь, Юстиніан, Агрефіна, Катерина, Прокоп, Зофія, Раїна, Пйотр.
XVIII ст. Казимир, Антоній, Феліціан, Амброжи, Юліанна, Аполонія, Маріанна, Базилі, Валенти, Войчєх, Павел.

## Трансформації прізвища
Прізвище подане в тих варіантах написання, в яких воно зафіксоване в історичних джерелах.
- XVI ст. Rozwialicz Telecki
- 1590 р. Barbara Rozwoliczówna Tilecka
- 1622 р. Іван Розволич Телецький
- 1635 р. Prokop Rozwolicz
- 1648 р. Зофия Розваличовна Телецкая
- 1651 р. Prokop Telecki
- 1679 р. Justyan Rozwalicz Telecki
- 1695 р. Justynian Rozwolicz Terlecki
- 1704 р. Kazimierz Telecki

## Відомі представники
- 1589 рік Іван Розволич Телецький — бурґрабій Кременецького замку у 1607 році, кременецький підстароста з 1604 року (намісник Кременецького підстароства), врядник кременецький, слуга Януша Збаразького та Криштофа Збаразького. Чоловік Овдотії Ясениницької (1589 р.; в першому шлюбі Янова Ярошевичова 1584 р.) доньки Євфемії Кошки Макотерської та Ярмогена Ясениницького (Гермогена Ясенецького) власника частини Ясининичів, що під Оликою, друга жінка (шлюб 1590 р.) Оксимія Лешницька з Лішні, донька Опанаса Микитовича Лешницького та Параски Іванівни Бережецької. Перша нині відома згадка про Телецьких пов'язана з селами Ясининичі, Макотерти та Тушебин, що знаходяться в безпосередній близькості до Старожукова, Клевані — головних тогочасних резиденцій Чарторийських, та Олики Радзивіллів.
- 1590 рік Барбара Розволич Телецька — дружина Якуба Гарабурди, пана на Шпиколосах, котрий за одними даними був племінником Михайла Гарабурди та онуком писара королеви Бони Богдана Гарабурди, за іншими ж походив з дерманських Гарабурд, зв'язок яких із родом Гарабурд гербу Абданк не підтверджений.
- 1591 рік Софія Телецька володіла палацом у Кременці на Запоточчі.
- 1635 рік Йоанн Телецький — препозит (прелат) хелмської дієцезії: голова хелмської катедральної капітули в Красномуставі при катедральному костелі Всіх Святих, на урочистій події в красноставському замку під час фундації Собеськими вотивної Меси.
- 1637 рік Александер Телецький — один із авторів жалобного панегірика присвяченого померлій на той час в Олиці Реґіні Айзенрайх, дружині Альбрехта Станіслава Радзивілла, князя на Олиці. Александер написав «менші вірші» латиною. Автори панегірика були студентами новозаснованого князем Радзивіллом олицького колеґіуму, при чому в перші роки колеґіум мав бути чимось на кшталт школи для дітей придворних слуг князя. Князь Альбрехт — це те, що пов'язує Телецьких із Любомирськими, оскільки після смерті дружини князь Радзивілл одружився вдруге із Кристиною Анною Любомирською, яка була рідною сестрою Єжи Себастіана Любомирського. Після цього зустрічаємо численні згадки про зв'язки Телецьких з гілкою Єжи Любомирського. В 1632 році князь Альбрехт став старостою пінським, після цього Розволичі Телецькі з'являються в Пінську і згадуються там в 1657, 1790 та 1914 роках. В Олиці Телецькі згадуються ще в ХІХ та на початку ХХ сторіччя. Цікавим є той факт, що в період між 1621—1654 роками Телецькі тримають Прихабське староство в Полоцькому воєводстві перебираючи його від родини Радзивіллів роду Немировичів-Щиттів і передають родині Радзивіллів роду Кішок. Від Кішок Радзивілли отримали Олику як материзну по шлюбі. На сучасній мапі латифундій Радзивіллів землі на північ від Полоцька, де знаходяться Прихаби, позначені як власність Радзивіллів, біля Прихабського староства є село з назвою Альбрехтове, на старій мапі неподалік є також неіснуюче нині село Оликівка.
- 1647 рік Григорій Телецький в'їхав до Московського царства.
- 1648 рік козаками замордовано пані Телецьку з Мильчі, за що ватажка козаків після суду страчено в місті Дубно.
- 1650—1670 роки Ян Телецький — настоятель католицької парафії в Парчеві.
- 1656 рік пан Ян Телецький з Волинського воєводства — хорунжий хоругви полку Єжи Себастіана Любомирського бере участь в облозі Кракова, зайнятого шведськими військами під час шведського потопу. В 1657 бере участь у війні проти наїзду Ракоці у битвах під Шатмаром та Золотою Банею. В 1660 році поручник в полку Єжи Себастіана Любомирського бере участь у Чуднівській битві.
- 1657 рік Казимир Розволич Телецький на сеймику шляхти пінського повіту в пінському замку.
- 1679 рік Юстиніан Розвалич Телецький з Кременецького повіту обраний в Луцькому замку для комісії, яка би вдовольнила волинських обивателів з приводу збитків завданих литовськими військами. У 1695 році войський дорпатський (нині місто Тарту в Естонії).
- 1682 рік Александер Казимир Телецький «польський лицар з люблінського воєводства, дієцезії луцької, народжений 6 III 1647, прибув 7 жовтня після численних подорожей по землі і морю по Німеччині, Франції, Італії, Англії, Данії, Брабантії і Голландії, клірик Хелмінської духовної семінарії, 35 років, отримавши посвячення, став настоятелем і деканом бродницьким, каплан»[7]. 1686 рік  — настоятель католицької парафії в Тикоцині. В 1701 році настоятель парафії в Білостоці, канонік хелмінський, ксьондз, на особистій зустрічі в палаці Браницьких в Білостоці з князем Стефаном Миколаєм Браницьким. В 1703 році настоятель в Тичині.
- 1691 рік пан Пйотр Телецький в Овручі.
- 1704 рік пан Казимир Телецький — уповноважена особа князя Франциска Любомирського в Луцькому замку у справі баранівського маєтку князя Любомирського.
- 1707 рік панцирний товариш Антоній Телецький на прохання Єжи Домініка Любомирського врегульовує справу в Летичеві, пише польською та латиною.
- 1781 рік Антоній Телецький в місті-резиденції Любомирських Віснічі подає справу до суду.
- 1790 рік Юзеф Телецький — пінський підстолій.
- бл. 1790 року Ян Телецький — один з чотирьох учнів в друкарні Павла Ґольчевського у Варшаві.
- Після французько-російської війни 1812 року Шимон Телецький, який воював у складі армії Наполеона проти Росії, взятий в російський полон і засланий до Сибіру в Омськ, де змушений був відбувати службу у Сибірському козацькому війську.
- В першій половині XIX ст. Францішка Телецька живе в маєтку Міхала Ґедеона Радзивілла Шпанові.
- 1920-ті донька відомого генерала Бориса Телецького Ксенія бере шлюб із сином Євгена Чикаленка.

## Маєтки
На початку XVII сторіччя володіли частинами сіл Перенятин, Минківці, Великі Бережці, Шпиколоси в повіті Луцькому, Волиця, Івання, Онишківці, Перекалі, Княгинине в повіті Луцькому. В негродовому прихабському старостві полоцького воєводства селами Прихаби, Чемьоси, Янковичі, Балкерин, Озерці, Круповщизна та частиною села Паршини.

## У творчості
Павел Телецький «губернатор кричевського староства» призначений Гієронімом Флоріаном Радзивіллом є героєм п'єси білоруського письменника Володимира Короткевича «Мати урагану» (біл. Маці ўрагану), яка описує кричевське повстання.